# Rosières (Ardèche)
Rosières – miejscowość i gmina we Francji, w regionie Owernia-Rodan-Alpy, w departamencie Ardèche.
Według danych na rok 1990 gminę zamieszkiwało 911 osób, a gęstość zaludnienia wynosiła 56 osób/km² (wśród 2880 gmin regionu Rodan-Alpy Rosières plasuje się na 830 miejscu pod względem liczby ludności, natomiast pod względem powierzchni na miejscu 695).

## Populacja

Populacja Rosières w latach 1962–2008